# Академія наук НДР

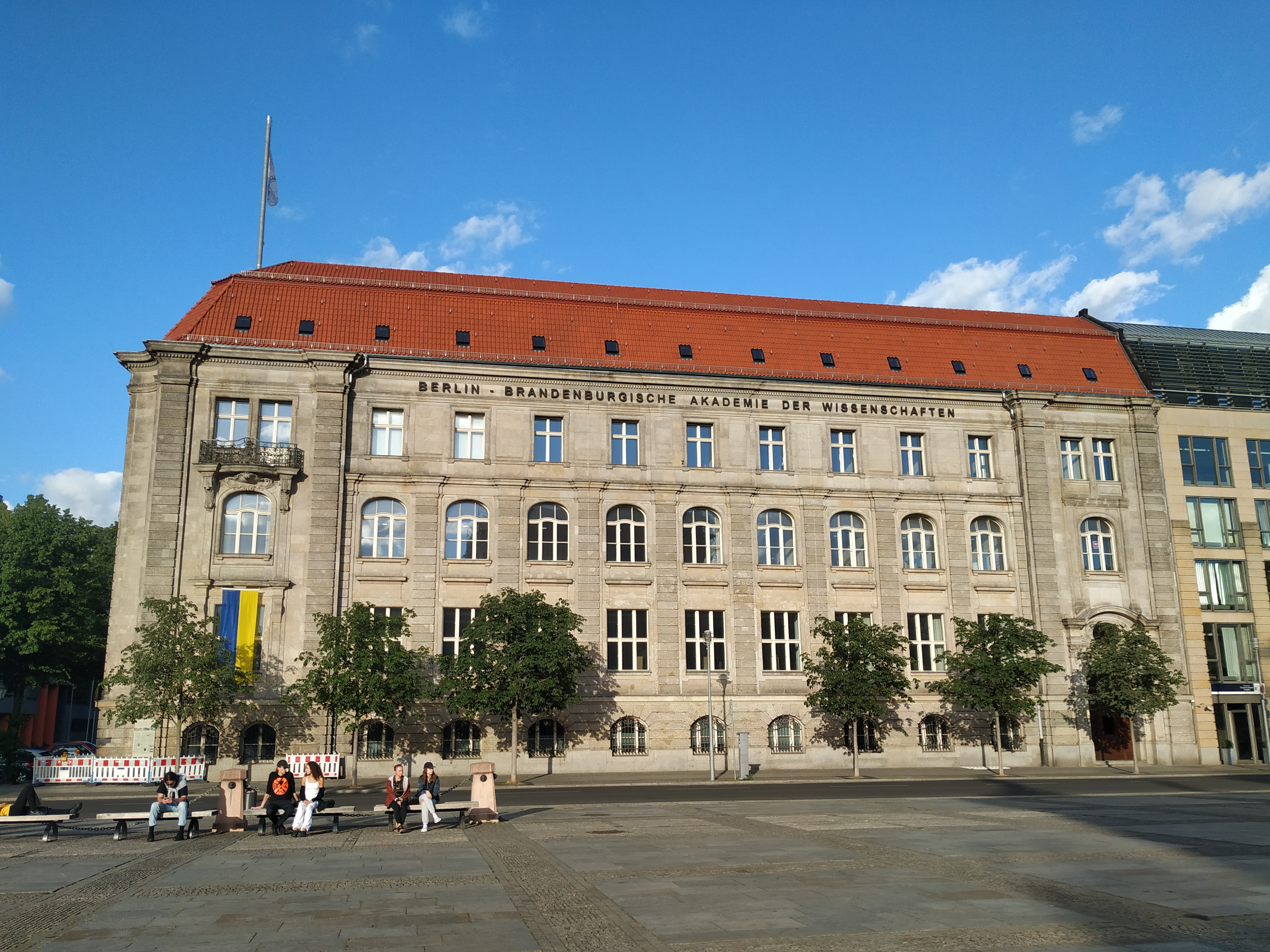
Головна будівля академії на Жандарменмаркт

Академія наук Німецької Демократичної Республіки (нім. Akademie der Wissenschaften der DDR), до
1972 Німецька академія наук у Берліні (нім. Deutsche Akademie der Wissenschaften zu Berlin) — найбільше й найважливіше наукове товариство у НДР.
Академія була заснована 1946 року Радянською військовою адміністрацією в Німеччині з метою продовжити традиції Прусської академії наук та Бранденбурзького наукового товариства, заснованого в 1700 році Ґоттфрідом Вільгельмом Лейбніцом. У тому ж 1946 році було засноване видавництво Akademie Verlag. Спочатку академія мала назву Німецької академії наук у Берліні, проте, в 1972 році була перейменована в Академію наук НДР, у зв'язку з тим, що НДР отримала відповідний статус незалежної держави. У 1980-их Академія мала понад 200 членів, серед яких було понад 20 західнонімецьких. Вона координувала дослідження у 59 інститутах із загальним штатом 22 тис. співробітників.
Після падіння Берлінської стіни, науковці стали вимагати реформи Академії. Така реформа була проведена у 1990 році, й Академія стала громадською організацією. До кінця 1991 року колишні інститути були відділені від Академії, оцінені, й або розпущені, або підпорядковані іншим організаціям, здебільшого Науковому товариству імені Ґоттфріда Вільгельма Лейбніца. Сама Академія через свою роль у колишній НДР була розпущена. У 1993 була заснована Берліно-Бранденбурзька академія наук. 15 квітня 1993 шістдесят колишніх академіків організували Товариство Лейбніца (Leibniz-Sozietät), яке претендує на те, щоб представляти неперервну 300-річну академічну традицію. Зараз це товариство налічує понад 300 членів, більшість з яких було обрано після 1993 р..